# Deutsche Kriegsgräberstätte Berneuil
Koordinaten: 45° 40′ 44″ N, 0° 36′ 19″ W
| Friedhof                                                                        | Friedhof          |
| ------------------------------------------------------------------------------- | ----------------- |
| Deutsche Kriegsgräberstätte Berneuil (Cimetière militaire allemand de Berneuil) |                   |
| Land:                                                                           | Frankreich        |
| Département:                                                                    | Charente-Maritime |
| Ort:                                                                            | Berneuil          |
| Einweihung:                                                                     | 24. Juni 1967     |

Die Deutsche Kriegsgräberstätte Berneuil (auf Französisch: Cimetière militaire allemand de Berneuil) ist ein Friedhof für die deutschen Kriegstoten in Südwestfrankreich und ein Mahnmal für die Sinnlosigkeit des Zweiten Weltkriegs. Sie liegt auf dem Gebiet der Gemeinde Berneuil ungefähr zehn Kilometer südlich der Stadt Saintes im Département Charente-Maritime.
Sie ist das Pendant zu der Französischen Kriegsgräberstätte Rétaud (auf Französisch: Nécropole nationale de Rétaud), die einige Kilometer weiter entfernt liegt, und auf der die französischen und alliierten Gefallenen ruhen.

## Entstehung
Die Kriegsgräberstätte wurde auf dem Gemeindegebiet von Berneuil errichtet, nachdem ein Übereinkommen zwischen den Regierungen von Frankreich und Deutschland im Jahr 1954 unterzeichnet worden war. Der Friedhof wurde am 24. Juni 1967 im Beisein von zahlreichen offiziellen Vertretern beider Länder und von nahezu 600 deutschen Familien eingeweiht.
Er wurde am Rande der Nationalstraße 137, der bedeutenden Verbindungsstraße zwischen den Städten Saintes und Pons, angelegt. Der Friedhof liegt auf einer Anhöhe über der ebenen Schwemmlandschaft des Flusses Charente und in der Nähe der Rebfelder von Cognac.
Er wurde als Sammelfriedhof eingerichtet und beherbergt die sterblichen Überreste von 8.342 Soldaten (Stand 2014) der Wehrmacht, die in den 15 südwestlichen Departements von Frankreich gefallen sind: (Charente-Maritime, Charente, Gironde, Dordogne, Cantal, Corrèze, Creuse, Gers, Haute-Vienne, Landes, Lot, Pyrénées-Atlantiques, Hautes-Pyrénées, Tarn-et-Garonne und Lot-et-Garonne).

## Gestaltung

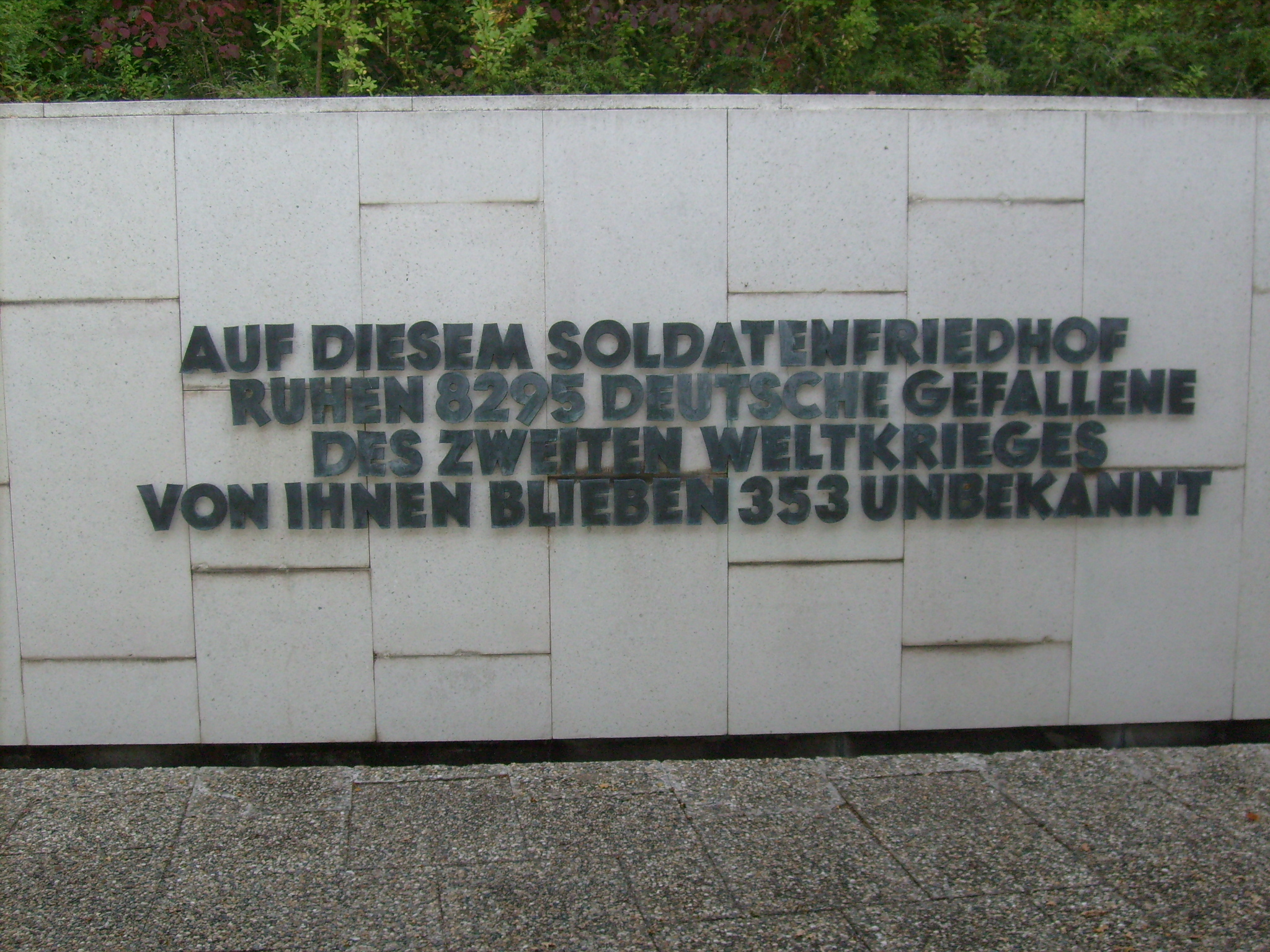
Bronzetafel mit der Inschrift: 8295 identifizierte und unbekannte Gefallene

Die Kriegsgräberstätte Berneuil wird durch den Volksbund Deutsche Kriegsgräberfürsorge (auf Französisch: Service d’entretien des sépultures militaires allemandes) unterhalten und gepflegt. Dessen Devise lautet „Arbeit für den Frieden – Versöhnung über den Gräbern“.
Vom Parkplatz führt ein mit Bäumen gesäumter Weg in eine überdachte Halle, in der sich ein Modell mit den Grabfeldern des Friedhofs befindet sowie ein Besucherbuch, in das die Besucher ihre Eintragungen machen können. Eine Bronzetafel an der Mauer trägt folgende Inschrift:
Auf diesem Soldatenfriedhof ruhen 8295 deutsche Gefallene des Zweiten Weltkriegs. Von ihnen blieben 353 unbekannt.
Der Weg führt nach wenigen Metern zu einer zentralen Freifläche, die von einem 11 Meter hohen Kreuz aus Beton überragt wird. In der Nähe wehen die Flaggen von Frankreich, Deutschland und die Fahne des Volksbund Deutsche Kriegsgräberfürsorge.
Am Fuße des Hügels, auf dem das Hochkreuz steht, befindet sich ein Gemeinschaftsgrab mit den Gebeinen von acht identifizierten deutschen und drei unbekannten Soldaten.
Acht Parzellen gruppieren sich um den zentralen Platz. Sie sind mit Rasen bepflanzt und von Bäumen umgeben. In ihnen befinden sich die meisten Gräber. Die Gräber sind mit Platten aus grauem Stein gekennzeichnet und in Reihen angeordnet. Die Pflege wird regelmäßig durch Jugendcamps mit Teilnehmern aus beiden Ländern durchgeführt. So finden die Jugendlichen auch Gelegenheit, sich Gedanken über die Vergangenheit und über eine bessere Zukunft zu machen.

## Kriegstote

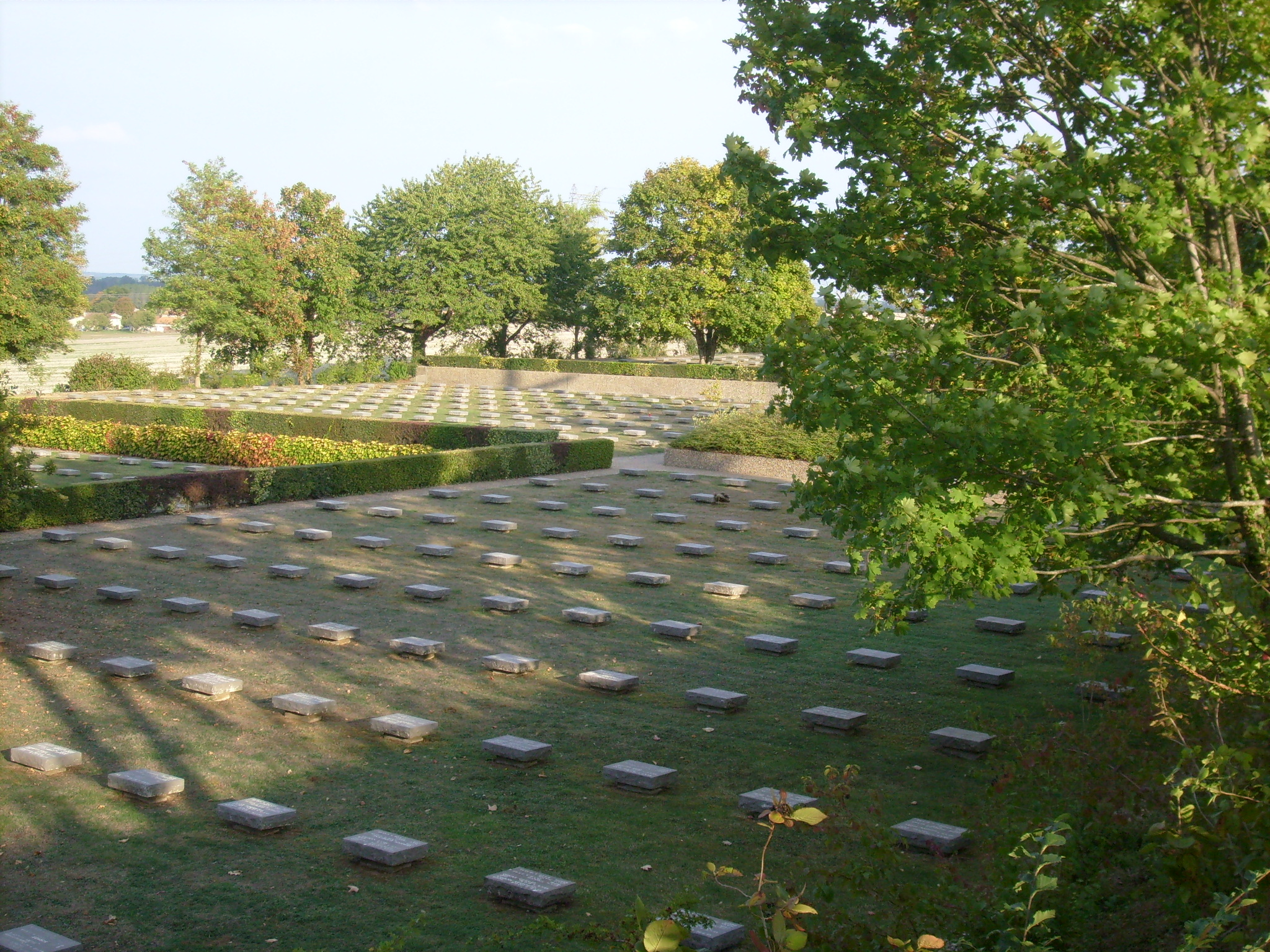
Kriegsgräber-Felder in Berneuil (Charente-Maritime)

Die sterblichen Überreste wurden nach Ende der Feindseligkeiten (ab 1962) exhumiert und sobald sie aufgefunden wurden, hier beigesetzt. Die meisten Soldaten konnten identifiziert werden, aber 353 bleiben unbekannt. Wie bei den meisten deutschen Kriegsgräberstätten wurden die Soldaten unabhängig von ihrem Dienstgrad beigesetzt, sodass Offiziere Seite an Seite mit Soldaten niedriger Dienstgrade bestattet sind.
Auch die Gräber von vier Besatzungsmitgliedern eines Flugzeugs der Legion Condor befinden sich hier, die beim Absturz ihrer Maschine auf französischem Boden im Januar 1939 ums Leben kamen. (Siehe die Beteiligung der Deutschen im spanischen Bürgerkrieg auf Seiten der Nationalisten von Franco ab 1936). Hier sind auch Soldaten, die durch Partisanen getötet wurden, beigesetzt.
Die Mehrzahl der Soldaten fiel beim Kampf um die Befreiung Frankreichs von deutscher Besetzung. In der Charente-Maritime fanden auch nach dem Rückzug der deutschen Truppen Kämpfe bis zum Kriegsende statt, und zwar in den Widerstandsnestern (französisch: Poches) von Royan, der Pointe de Grave am gegenüberliegenden Girondeufer und bei La Rochelle. Im Block 7 befinden sich die Gräber der zwei Kommandanten des Kessels von Royan: Oberst Christian Sonntag und Fregattenkapitän Georg von Berger. Ende 1945 starben Hunderte von Kriegsgefangenen im Kriegsgefangenenlager von Saint-Médard-en-Jalles an einer heftigen Typhus-Epidemie. 1963 wurde die zuvor anonym in Breuilaufa bestattete Leiche von SS-Sturmbannführer Helmut Kämpfe, dessen Entführung das Massaker von Oradour auslöste, auf dem Friedhof beigesetzt.

## Deutsch-französische Freundschaft
Alle zehn Jahre veranstaltet der Volksbund Deutsche Kriegsgräberfürsorge eine Gedenkveranstaltung. Die Gedenkveranstaltung vom 23. Juni 2007 war im Geist der deutsch-französischen Freundschaft, der europäischen Einigung und des Wissens um das Leid der ebenso betroffenen französischen Familien. Es nahmen teil die Angehörigen, französische Kriegsveteranen, eine französische Militärkapelle, Abordnungen des Luftwaffenstützpunktes in Saintes und der deutsch-französischen Brigade, Schüler aus Berneuil, Saintes und Chaniers und weitere offizielle Vertreter.
In der französischen Kriegsgräberstätte Rétaud (Nécropole nationale de Rétaud), die einige Kilometer weiter in der Gemeinde Rétaud liegt, wird an einige hundert Soldaten erinnert, die bei den Kämpfen zur Befreiung von Frankreich in den Kesseln von Royan und Oléron im Frühjahr 1945 fielen.
Reservisten aus Potsdam und Soldaten der französischen Luftwaffe setzten 2011 gemeinsam die Gräber der französischen Kriegsgräberstätte in Saintes instand. Im kommenden Jahr wollen sie gemeinsam die deutsche Kriegsgräberstätte Berneuil pflegen. Jugendliche aus mehreren Ländern setzen während ihrer Ferien die Gräber in Stand.